# Oreszták
Az oreszták ókori népcsoport tagjai voltak. A thesszáliai Molosszosz területén az Oresztisz nevű vidéken éltek, amely róluk kapta a nevét. Magának a népnek a neve a hagyomány szerint onnan eredt, hogy Oresztész anyja meggyilkolása után hozzájuk menekült. A nép eleinte független volt, később makedón uralom alá került, míg végül a rómaiak szabadnak nyilvánították. Curtius Rufus, Livius és Sztrabón említi őket.